# MBC 2
MBC 2 (em árabe: إم بي سي 2) é um canal aberto de filmes dos Emirados, lançado em 12 de janeiro de 2003. Em sua estreia, transmitiu filmes e programas de televisão legendados em árabe, mas após o lançamento do MBC 4 o canal se especializou apenas em filmes. A sede do canal é na Dubai Media City, nos Emirados Árabes Unidos, e de propriedade da empresa de radiodifusão saudita MBC Group. O canal transmite principalmente filmes americanos de Hollywood, mas também raramente apresenta filmes britânicos, canadenses, franceses, indianos, chineses e outros estrangeiros. O canal conseguiu negociar acordos de longo prazo com os principais estúdios de Hollywood, garantindo o primeiro lugar e também um fluxo constante dos melhores filmes de bilheteria.
O MBC 2 conseguiu um acordo para exibir 32 filmes indianos após sua transmissão inicial de Jodhaa Akbar, que foi um grande sucesso e foi apreciada tanto pelo público quanto pelos anunciantes. Isso, no entanto, acabou no MBC Max, em vez de vincular os filmes de Bollywood, como parte do pacote de filmes dublados, para que esses filmes também possam ser vistos pelo público árabe. O canal tem como alvo principal o público árabe, especialmente jovens adultos, e tem uma popularidade importante entre os espectadores árabes. Sua transmissão em alta definição (HD) foi lançado em 1 de julho de 2011.